# Poel
Poel (IPA [pøːl]) er en tysk ø i Østersøen med et areal på 36.02 km² og 2.873 indbyggere, beliggende i Wismarbugten i Mecklenburg. Øen udgør en kommune i landkreis Nordwestmecklenburg. Hovedbyen er Kirchdorf; mindre byer på øen er Timmendorf, Fährdorf, Kaltenhof, Vorwerk og Gollwitz. 
Øen en populær feriedestination med fine strande. I havnen i Timmendorf er der lodsstation og faciliteter for lystyachts og fiskere. Kirchdorf har yachthavn og bådeværft.
Navnet Poel stammer fra det slaviske ord pole (slette, fladland, mark) eller mindre sandsynligt fra
navnet på den germanske mytologiske lysgud Phol, i Norden kendt som Balder. I 1612 begyndte Adolf Friedrich 1. af Mecklenburg-Schwerin opførelsen af et fort på øen for at udnytte den strategiske beliggenhed. I 1619 var det fuldført, men viste sig ikke sikkert nok, da det blev erobret af svenskerne i 1631 under Trediveårskrigen. Fra 1648 til 1803 tilhørte øen de svenske besiddelser i Nordtyskland som del af guvernementet Wismar. Det blev derefter bortforpagtet til Mecklenburg for 100 år og først officielt afstået af Sverige i 1903.
Siden 1927 har øen været forbundet med fastlandet med en dæmning.
Den nærliggende holm Walfisch har også et fort.
- Wikimedia Commons har flere filer relateret til Poel